# Виньо, Жиль
Жиль Виньо (фр. Gilles Vigneault, ʒil viɲo, род. 27 октября 1928, Наташкуан, Квебек) — квебекский франкоязычный поэт, книгоиздатель и шансонье, активист квебекского национализма и движения за суверенитет. Автор более 400 песен и 40 книг. Часто выступал за пределами Квебека, в особенности во Франции. Автор слов песен «Моя страна» (фр. Mon pays, 1964) и «Квебекцы» (фр. Gens du pays, 1975), каждая из которых считается неофициальным гимном Квебека. Строка из песни «Моя страна» Mon pays ce n’est pas un pays, c’est l’hiver (Моя страна — не страна, а зима) вошла в поговорку в Квебеке Великий офицер Национального ордена Квебека, Офицер ордена искусств и литературы, Кавалер ордена Почётного легиона. Почётный доктор Университета Трент (1975), Университета Квебека в Римуски (1979), Монреальского университета (1981), Йоркского университета (1985), Университета Квебека в Монреале (2004).

## Биография
Жиль Виньо родился в Наташкуане, на северном побережье реки Святого Лаврентия. В 1953 году окончил Университет Лаваля в городе Квебеке по специальности «Литература». После окончания университета преподавал, а также работал на радио в качестве ведущего и сценариста. Поэзией увлекся, будучи студентом семинарии в Римуски. К началу 1950-х годов Виньо уже публикует стихи и сочиняет песни. В 1959 году он создаёт издательство Les Éditions de l’Arc с целью издания собственных произведений. В этом же году выходит его первый сборник, Étraves.
В августе 1960 Жиль впервые поет со сцены: уступив требованиям публики в песенном клубе L’Arlequin в городе Квебеке, он исполняет свою песню «Жос Монферран» (фр. Jos Monferrand), созданную в 1957 и записанную Жаком Лябреком (фр. Jacques Labrecque) в 1959 году. Это положило начало его карьере певца, которая получила мощную поддержку в 1962 году, когда Жиль был награждён Гран-при монреальской радиостанции CKAC. Большой успех автору-исполнителю принесла его песня «Моя страна» (фр. Mon Pays), написанная для фильма La neige a fondu sur la Manicouagan (1965), в котором Жиль также снялся в качестве актёра.
В начале 1960-х Жиль Виньо знакомится с двумя музыкантами, сыгравшими впоследствии важную роль в его карьере: Клод Левейе напишет более 30 песен на стихи Жиля, а Гастон Рошон (фр. Gaston Rochon) в течение 25 лет будет его аккомпаниатором, аранжировщиком и музыкальным руководителем.
Во второй половине 1960-х Виньо начинает выступать за пределами Квебека: в других провинциях Канады, а также во Франции, Швейцарии, Бельгии. В частности, он выступил на фолк-фестивале «Марипоза» и в Месси-Холле в Торонто.
Жиль Виньо глубоко переживал события, связанные с Октябрьским кризисом 1970 года в Квебеке. Он поддерживал Движение за отделение Квебека, участвовал в демонстрациях за независимость и писал политические песни, такие, как «Lettre de Ti-cul Lachance» (1971) and «J’ai planté un chêne», которая впоследствии стала лейтмотивом победной избирательной кампании Квебекской партии на провинциальных выборах в Квебеке в 1976 году.
Несмотря на свою приверженность идеям Движения за отделение Квебека, Виньо пользовался популярностью в англофонной части Канады: в апреле 1974 года он выступал в Оттаве, Торонто, Виннипеге и Эдмонтоне.
В середине 1970-х Жиль Виньо стал участником нескольких важных культурных событий в Квебеке. 13 августа 1974 года в квебекском парке Поля Абраама при гигантском скоплении публики (130 тыс. зрителей) в рамках фестиваля Супер-Франкофет (фр. Superfrancofête) состоялся легендарный совместный концерт трёх артистов, представляющих три поколения авторов и исполнителей квебекской песни: Феликса Леклерка (старшее поколение), Жиля Виньо (среднее поколение) и Робера Шарльбуа (младшее поколение). Кульминацией концерта стало совместное исполнение песни Реймона Левека «Когда люди будут жить в любви» (фр. Quand les hommes vivront d’amour). Во время концерта был записан знаменитый альбом J’ai vu le loup, le renard, le lion.
24 июня 1975 года, во время концерта на горе Мон-Руаяль в Монреале по случаю Национального праздника Квебека Виньо впервые исполнил песню «Квебекцы» (фр. Gens du pays), которая впоследствии превратилась в неофициальный гимн Квебека.
Ровно через год, в июне 1976 года Виньо участвует в праздничном концерте вместе с Робером Шарльбуа, Клодом Левейе , Жан-Пьером Ферланом, Ивоном Дешоном. Альбом 1 fois 5, записанный на концерте, получил приз французской Академии Шарля Кро. В 1976 году ансамбль старинных инструментов Клод-Жервез (фр. Claude-Gervaise) записывает альбом произведений Жиля Виньо, стилизованных под средневековую музыку Tout l’monde est malheureux: «Claude-Gervaise» Joue Vigneault. Находясь в зените славы, Виньо даёт серию из 50 концертов в Париже в 1977 году. Среди песен, написанных в этот период, — «Le voyageur sédentaire», «Le temps qu’il fait sur mon pays», «Il me reste un pays», «Maintenant», «Je chante pour» и «Quand nous partirons pour la Louisiane».
В 1980 году Виньо участвует в подготовке Референдума о независимости Квебека, работая на стороне суверенистов. В этом же году коллеги-артисты устраивают в его честь концерт в Монреале.
Особое место в творчестве Виньо занимает музыка для детей. В 1978 году он выпускает альбом Les 4 saisons de Piquot, а в начале 1980-х выходят ещё два детских альбома: Quelques pas dans l’univers d'Éva (1981), и Un jour, je ferai mon grand cerf-volant (1983; приз Академии Шарля Кро в 1985).
На протяжении 1980-х годов Виньо выступает преимущественно во Франции, и в начале десятилетия даже живёт там в течение двух лет. В 1990 году Париж отмечает тридцатилетие карьеры канадского шансонье неделей праздничных мероприятий, а Монреаль посвящает ему специальное шоу La Fête à Vigneault во время фестиваля Франкофоли.
В 1992 году Жиль Виньо получает награду за совокупность творческой деятельности на Летнем фестивале в Квебеке, а позже выступает перед 70-тысячной аудиторией во время празднования 350-й годовщины основания Монреаля.
В 1990-е и 2000-е годы Виньо продолжает записывать альбомы и выступать с концертами как в Квебеке, так и во Франции. Также артист часто сотрудничает с коллегами по сцене, исполняя песни на их альбомах и участвуя в концертах.

## Семья
Жиль Виньо — отец семерых детей. Его сын Франсуа Виньо (фр. François Vigneault) — известный в Квебеке поэт, сын Гийом Виньо (фр. Guillaume Vigneault) — писатель, дочь Джессика Виньо (фр. Jessica Vigneault) — певица и пианистка, сын Бенжамен Виньо (фр. Benjamin Vigneault) — известный музыкант-ударник.

## Творческий стиль
Жиль Виньо является одной из знаковых фигур в Канадской музыке 20-гo века. Он не только основал целое направление в квебекском шансоне, построенное на глубоком интересе к вопросам национальной самоидентификации квебекцев, но и постоянно развивался в своём творчестве, зачастую отражая в своих песнях различные социально-политические проблемы. Однако, несмотря на то, что Виньо известен своими политически ангажированными песнями, независимость Квебека — не единственный гражданский мотив в его творчестве. Певца беспокоят различные проблемы общества, от экологии до социальной идентичности и уважения различий между людьми, и именно благодаря этому песни квебекца близки широкой аудитории в Канаде и за рубежом.
Как и у Феликса Леклерка, музыкальный стиль Виньо сформировался под сильным влиянием квебекского фольклора.
Несмотря на отсутствие профессиональных навыков вокала, пронзительный голос певца, зачастую напряжённый в верхнем регистре, стал неотделимой частью его исполнительского образа.

## Дискография
Частичная дискография включает в себя:
- Jos Monferrand
- Petite gloire et pauvre fortune
- Quand j'ai chaussé les bottes (Стихотворение)
- Jos Hébert
- J'ai pour toi un lac
- Caillou La Pierre
- Am'nez-en d'la pitoune
- Lorsque mon père (Стихотворение)
- Jean-du-Sud
- Jack Monoloy
- Quand vous mourrez de nos amours
- La danse à Saint-Dilon
- Guillaume Vigneault (сын)

- Tam ti delam
- Ma jeunesse
- Quelqu'un était ici (Стихотворение)
- Ballade de l'été
- Si les bateaux
- John Débardeur
- Du milieu du pont
- Chanson du temps perdu
- J'ai fait mon ciel d'un nuage (Стихотворение)
- Ballade de l'hiver; Pendant que...
- Zidor le prospecteur

- Larguez les amarres
- L'air du voyageur
- Fer et titane
- Money-bum
- Jean-Baptiste
- La plus courte chanson
- Tit-oeil
- Le doux chagrin

- Présentation
- Les gens de mon pays
- Le livre
- Hier la ville
- Souviens-toi
- Ti-Franc la patate
- Ti-Paul
- Tombe la nuit
- Les menteries
- La musique
- Mon pays

- Mon pays
- La rue St-Jean
- La fleur du temps
- Avec les vieux mots
- Mon ami Léo
- Bébé la guitare
- La chanson démodée
- Le vent
- Les corbeaux
- Jean-Jean
- Les semelles de la nuit
- Le petit bonhomme

- Petite gloire pauvre fortune
- Avec les vieux mots
- Jean-du-sud
- Si les bateaux
- Mon pays
- C'est le temps
- J'ai pour toi un lac
- Jack Monoloy
- Doux
- Pendant que
- La danse à St-Dilon

- Était-ce femme... (Стихотворение)
- La Manikoutai
- Quand vous mourrez de nos amours
- Ma mie est de retour
- Vos mains; Le vent de la mer
- J'ai un pays; Ce que je dis
- Jean Bourgeois
- Dites-moi
- Je ferai les jours de beau temps... (Стихотворение)
- La lune chinoise

- Le nord du nord
- Comment comment
- Berlu
- Autant de temps
- Fer et tit
- Tire mon coeur
- L'horloge
- Tout l'monde est malheureux
- Ah! que l'hiver
- Vu

- Larguez les amarres
- Mon bateau et mon quai
- Poussière sur la ville
- Sur la vitre des automnes
- Je ne dirai plus
- Mon pays II
- Les voyageurs
- Quand elle dit
- Le temps passe
- Berceuse pour ne pas endormir
- La complainte

- Introduction
- Tam ti delam
- J'ai pour toi un lac
- Jos Monferrand
- Pendant que
- Les voyageurs
- Quand vous mourrez de nos amours
- Jack Monoloy
- Monologue
- Fer et tit
- Mon pays
- Bébé la guitare
- Le doux chagrin
- Zidor le prospecteur
- Les gens de mon pays
- La Manikoutai
- La danse à St-Dilon

- Le voyageur sédentaire
- Vague est le pont, ici-ailleurs
- Chanson pour Bob Dylan
- L'eau de l'ennui
- L'enfuie
- Le silence
- Les robots
- Je m'ennuie
- Chanson de la couleur du ciel
- La tite toune; Un enfant
- On met beaucoup de temps
- Le temps qu'il fait sur mon pays

- La rue St-Jean
- La fleur du temps
- La chanson démodée
- Le vent; Les corbeaux
- Les semelles de la nuit
- Le petit bonhomme
- Petite gloire, pauvre fortune
- Avec les vieux mots
- Si les bateaux
- C'est le temps
- J'ai pour toi un lac
- Quand vous mourrez de nos amours
- Ma mie est de retour
- Le vent de la mer
- Ce que je dis
- Jean Bourgeois
- Les gens de mon pays
- Le doux chagrin
- Tombée la nuit

- Il me reste un pays
- Le galet
- Ton père est parti
- Maintenant
- Les cerfs-volants
- Parlez-moi un peu d'amour
- Gros Pierre
- Les voyageries
- Berceuse
- Je chante pour...

- On n'a jamais l'hiver qu'on veut
- Beau voyageur
- Quand je ferai ta chanson
- Paulu Gazette
- Quand nous partirons pour la Louisiane
- Lucky Too Too;
- Comptine pour endormir l'enfant qui ne veut rien savoir
- L'été
- La turlute

- J'ai planté un chêne
- Chanson du 29 février
- Tit-Nor
- Une branche à la fenêtre
- I Went To The Market
- Gens du Pays
- Quand la tendresse vient...
- Faut que je me réveille
- Le bonheur
- Les neuf couplets
- La queste du pays

- Sabots
- Petite heure
- 17 décembre
- Par un hiver
- Sous verre
- Intérieur
- Par la fenêtre
- L'été; Marine
- Migrations
- Neiges
- À Vêpres
- Balise
- L'homme
- Une lettre
- À contre-temps
- Un visiteur
- Le coureur
- L'errante
- Le fou
- L'héritier
- Sables

- Gens du pays
- Les gens de mon pays
- Il me reste un pays
- J'ai planté un chêne
- Jack Monoloy
- Gros Pierre
- Jean-du-sud
- Monologue
- Une branche à la fenêtre
- I Went To The Market
- Quand la tendresse vient
- Faut que je me réveille
- Zidor le prospecteur
- Fer et titane
- Tit-Nor
- Quand nous partirons pour la Louisiane
- La queste du pays
- La danse à Saint-Dilon
- Gens du pays

- Comment vous donner des nouvelles
- Timor la peur
- Il y a quelque chose
- Pour t'avoir montré la surface (Стихотворение)
- Encore une chanson d'amour
- Je viens d'écrire une lettre
- Mettez votre parka
- Les quatre pays
- Vos mots les miens (Стихотворение)
- Sur le bout de la langue
- Tante Irène
- J'ai rentré le bois

- Le printemps: le pont
- L'été: le cerf-volant
- L'automne: le trésor
- L'hiver: le renard

- Chacun fait selon sa façon
- Petite berceuse du début de la colonie
- Les beaux métiers
- La complainte du lendemain
- La tourterelle
- L'arbre du temps
- Au fond de nous
- Ouvrez les oreilles
- Dame Nostalgie
- La vieille école
- L'enfant et l'eau
- Combien de fois faut-il parler d'amour

- Le grand cerf-volant
- Mademoiselle Émilie
- L'enfant et le pommier
- Le chemin
- L'étranger
- Les trois danses
- Tit-Dé
- La nuit
- Avec un bout de bois
- La Vaillante
- Chaque fois

- Tam ti delam
- Jack Monoloy
- Le doux chagrin
- Les trois danses
- Si les bateaux
- Les gens de mon pays
- Tout le monde est malheureux
- Ton père est parti
- Jos Monferrand
- Chacun fait selon sa façon
- Il me reste un pays
- Mettez votre parka
- J'ai planté un chêne
- Gros Pierre
- Mademoiselle Émilie
- Gens du pays
- I Went To The Market
- Les beaux métiers
- Le grand cerf-volant
- La danse à Saint-Dilon

- Marche avec moi
- Printemps
- Ti-Mand tout faire
- La chanson de l'eau
- La découverte
- Le terminateur
- Dans les paysages
- Le clairon le tambour
- Les îles de l'enfance
- Le danseur
- Si tu n'es plus
- Une Île

1960-1990: Chemin faisant, cent et une chansons (1990)
| (Содержит 6 дисков) |      |
| CD 1                | CD 2 |
| CD 3                | CD 4 |
| CD 5                | CD 6 |

- Lettre à mes parents
- On ne sait jamais
- Les trois perdrix
- Monsieur Ptitpas
- Lettre à mes parents (suite)
- L'odeur des feux de feuilles
- D'où qu'ils soient dans le monde
- Amour est un beau langage
- Les trois chemins
- C'est ce soir qu'ils dansent
- Le reel du portageur
- Une lettre de Monsieur Ptitpas à Isabelle
- Il est quatre heures
- Quand tu vas chez l'marchand
- Au fil des jours
- La parole et le silence
- Dans la nuit des mots
- Le montagnais
- Le pays que je veux faire
- Le courrier
- Le chant du portageur
- Sa journée faite

- Les outils
- Le trésor
- Charlie-Jos
- La mer, l'amour, la mort
- J'ai mal à la terre
- La source
- Je ne saurai jamais (Стихотворение)
- Au jardin de mon père
- Les arpilles
- Au loin sur la mer
- L'homme
- Chacun porte son âge

| CD 1 | CD 2 |
| --- | --- |
| - Le voyageur sédentaire - Si les bateaux - La découverte - Bonsoir... - Le temps qu'il fait - En descendant la rue St-Jean - J'ai sur ma table de travail... - Ton père est parti - Pêcheur l'été - Le prospecteur (Стихотворение) - Zidor le prospecteur - J'ai pour toi un lac - Elle a dénoué ses cheveux - Beau voyageur - Hélas...Tit Nor - Mais le voyage - Ah! que l'hiver - Le doux chagrin - L'étranger | - Nuit - La lune chinoise - En une époque... - La source - Mais la source... - C'est le temps - J'ai mal à la terre - Et pendant que... - On ne sait jamais - Pendant que les bateaux - Le mots du dimanche - Mais l'amour dans les chansons... - Les arpilles - À faire se rencontrer... - Quand je reviendrai... (Стихотворение) - Les amours les travaux - Maintenant - Le nord du nord - Avec nos mots - Tombé la nuit |

- Au bout du cœur
- Madame Adrienne
- Les éléments
- Le reel de Béris
- Après les milliers
- Je demeure où l'amour loge
- Théo l'orphelin
- Que retenir
- La ballade d'un sans abri
- Les sirènes
- Le premier soir des noces
- Le reel de la chaise noire
- Dans le plus noir de la nuit
- Comptine en mode zen
- Entre vos mains
- Épiloque : Au bout du cœur

- L'inventaire
- Pour le voyage
- Tu chantais
- Coyot' Bill
- Les silences
- Berceuse pour une poupée
- L'isoloir
- Uranium
- Le mot
- La page
- Partir
- Vivre debout
- La leçon d'humilité
- Dans la dune
- Petit bilan provisoire